# Alvin Baltrop
Alvin Baltrop (né le 11 décembre 1948 et décédé le 1er février 2004) est un photographe américain de l'Upper West Side connu pour ses photos des entrepôts abandonnés de l'Hudson River et ses portraits d'homosexuels dans les années 1970-1980, avant l'épidémie de SIDA.
Il a peu exposé de son vivant et a exercé différentes professions peu qualifiées en parallèle de la photographie pour survivre. Aujourd'hui exposé dans de grands musée new-yorkais, il n'est devenu célèbre qu'après son décès.

## Biographie

### Son histoire
Baltrop est né en 1948 dans le Bronx. Il a découvert la photographie au collège, apprenant différentes techniques auprès de photographes plus âgés de son quartier et à développer lui-même ses photos.
Baltrop s'est enrôlé dans la marine en tant que médecin pendant la guerre du Vietnam et continue à cette époque de prendre des photos, principalement de ses connaissances, dans des poses sexuellement provocantes. Il construit son propre laboratoire de développement dans l'infirmerie, en utilisant des plateaux médicaux pour développer ses bobines,. Après son passage dans la marine, il enchaîne les petits boulots : il est successivement vendeur de rue, créateur de bijoux, imprimeur et chauffeur de taxi. En 1973, il s'inscrit à l'École des arts visuels, où il étudie jusqu'en 1975,. Il quitte son emploi de chauffeur de taxi pour devenir déménageur indépendant afin de passer plus de temps à prendre des photos sur les quais de la rivière Hudson. Il garait alors sa camionnette sur les quais pendant des jours, vivant de son véhicule pour prendre des photos.
On lui diagnostique un cancer dans les années 1990. Pauvre et sans assurance maladie, il se fait exploiter par des conservateurs de musées et cinéastes, pour leur propre gain financier. Il décède le 1er février 2004, à l'âge de 55 ans,.

### Son œuvre et sa réception de son vivant

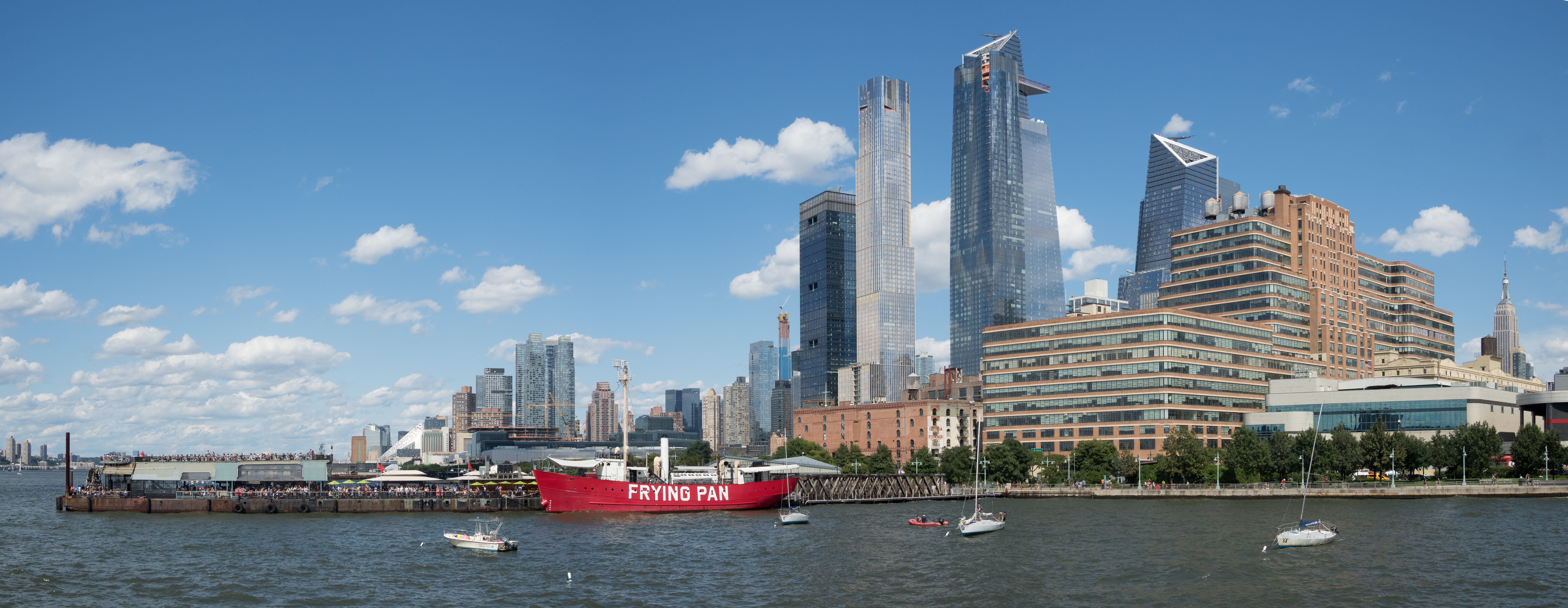
La jetée n° 66 et les quais de la rivière Hudson

De 1975 à 1986, Baltrop a pris des photos des jetées du Upper West Side, où il est un membre bien connu de la communauté homosexuel locale,. Il connait chaque personne qu'il photographie et les gens se portent souvent volontaires. Les jeunes garçons et les hommes des quais lui confient souvent leur orientation sexuelle, leurs relations avec leur famille, leur situation en ce qui concerne le logement et le travail. Les jetées étaient propices aux drag gay, au sexe anonyme et aux installations artistiques,. Ses photographies ont capturé  à la fois des personnalités humaines, mais aussi l'esthétique des jetées délabrées.
Baltrop a ainsi documenté les lieux de culture gay et de sexualité libérée qui existaient à New York avant l'épidémie de sida. L'œuvre de sa vie est un instantané de l'histoire gay, afro-américaine et new-yorkaise. Baltrop a eu du mal à se frayer un chemin dans le monde de l'art, face au racisme. Les conservateurs gays blanc ont souvent rejeté son travail, l'ont accusé de plagiat (eux-mêmes ne se gênant pas pour le copier),.
Baltrop a peu d'expositions de son vivant ; son travail n'a acquis de renommée internationale qu'après sa mort,.

## Hommages posthumes
Baltrop a été interviewé lors du documentaire Gay Sex in the 70s (en) (2006) de Joseph Lovett, où il apparait à titre posthume aux côtés d'autres artistes gays comme son collègue Tom Bianchi (en), le musicien Mel Cheren  ou l'écrivain  Larry Kramer.
En 2012, son exposition intitulée Perspectives 179 - Alvin Baltrop: Dreams into Glass au Contemporary Art Museum Houston comprend près de 100 tirages argentiques à la gélatine réalisés entre 1969 et 1980. Les images jugées les plus captivantes et les plus intimes ont été prises alors qu'Alvin Baltrop était dans la marine. Celles-ci sont datées entre 1969-1972 et ont une atmosphère indéniablement érotique,.
Fiona Anderson présente, en 2014, une analyse des photographies de Baltrop autour des jetées (Cruising the Dead River: David Wojnarowicz and New York's Ruined Waterfront). L'éditeur espagnol TF Editores publie en 2015 Alvin Baltrop : The Piers, édité par James Reid, Tom Watt et Glenn O'Brien.

## Vie privée
Baltrop s'affiche ouvertement homosexuel à quatorze ans. Il a eu des relations suivies avec des hommes et des femmes, mais il préférait s'identifier comme homosexuel.

## Expositions
- Alvin Baltrop, Glines (1977)[3]
- "Ashes from a Flame" exposé dans l' exposition Homomuseum : Heroes and Monuments (2005)
- Sexy and the City, Yossi Milo Gallery, Chelsea, New York (2009)
- Dead Flowers, Vox Populi Gallery, Philadelphie, Pennsylvanie (2010)
- Looking Back : The Fifth White Columns Annual, White Columns, Greenwich Village, New York City, (2010)
- Mixed Use, Manhattan: Photography and Related Practices 1970's to the Present, Museo Nacional Centro de Arte Reina Sofía, Madrid (2010)
- Queer Pier 40 Years: (re) Envisioning LGBTIQ Stories, FIERCE, New York (2010)
- Alvin Baltrop : Œuvres choisies, The Watermill Center, Watermill, New York (2011)
- Every Exit is an Entrance: 30 Years of Exit Art, Exit Art, Hell's Kitchen, New York City (2012)
- Lost and Found: Anonymous Photography in Reflection, Ambach & Rice, Los Angeles, Californie (2012)
- Perspectives 179 : Alvin Baltrop : Dreams into Glass, Zilkha Gallery, Contemporary Arts Museum Houston, Houston, Texas (2012)
- Alvin Baltrop & Gordon Matta-Clark: The Piers from Here, Open Eye Gallery, Liverpool, Angleterre (2014)
- America is Hard to See, Whitney Museum of American Art, États-Unis, New York (2015)
- Douglas Crimp : Before Pictures, Buchholz, New York, New York (2015)
- Grand New York, MoMA PS1, Long Island City, New York (2015)
- Wild Noise :  Artwork from the Bronx Museum of the Arts and El Museo Nacional de Bellas Artes, Bronx Museum of the Arts, Bronx, New York City, New York (2015)
- Human Interest: Portraits from the Whitney's Collection, Whitney Museum of American Art, New York City, New York (2016)
- Alvin Baltrop: At the Hudson River Piers, sélectionné par l'historien de l'art et militant contre le SIDA Douglas Crimp, Galerie Buchholz New York (2017)
- The Life and Times of Alvin Baltrop, Bronx Museum of the Arts, Bronx, New York (2019-2020)[8],[16],[17]

## Collections
Le travail de Baltrop est conservé dans des collections permanentes de musées américains  et parmi eux, le Musée d'art moderne et le Witney Museum of American Art, tous deux situés à New-York,.

### Articles
(en-US) Holland Cotter, « He Captured a Clandestine Gay Culture Amid the Derelict Piers », The New York Times,‎ 19 septembre 2019 (ISSN 0362-4331, lire en ligne, consulté le 1er juin 2023)
(en-GB) Nadja Sayej, « Alvin Baltrop: remembering New York's forgotten queer photographer », The Guardian,‎ 19 août 2019 (ISSN 0261-3077, lire en ligne, consulté le 1er juin 2023). 

### Livres
- Alvin Baltrop et Glenn O'Brien, Alvin Baltrop: the piers, TF Editores, 2015 (ISBN 978-84-15931-23-2)